# Bahnhof Campana (Argentinien)

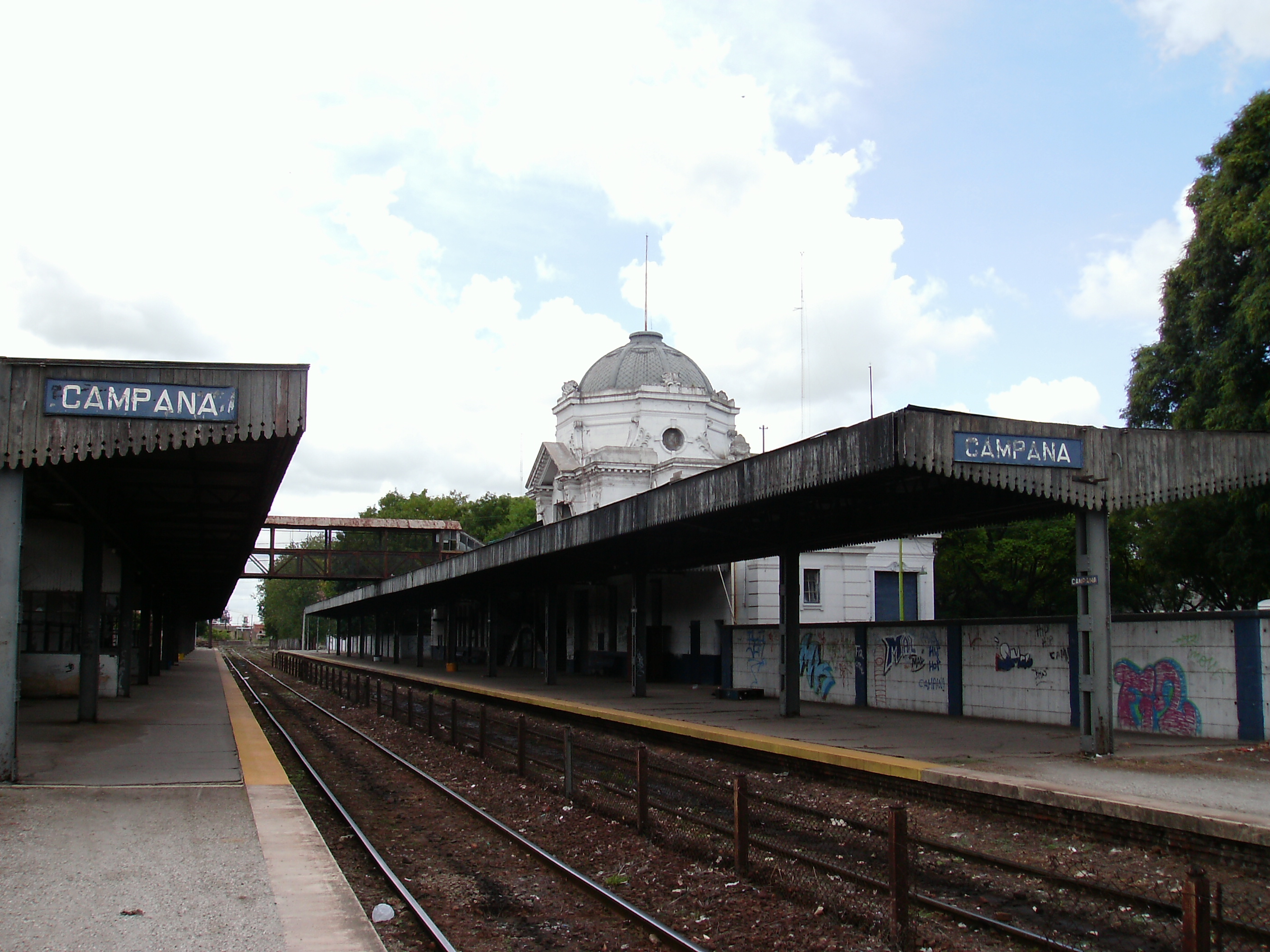
Estación Campana

Estación Campana ist der Hauptbahnhof der Stadt Campana in der Provinz Buenos Aires, Argentinien. Die 1875 gegründete Stadt Campana hat 86.860 Einwohner (Stand: INDEC, 2010)
Am 13. Januar 1876 gab es die erste Fahrt zwischen Hauptbahnhof Buenos Aires und der Estación Campana mit Vertretern der nationalen Behörden, Präsidenten und Vorstände der verschiedenen Eisenbahngesellschaften. Estación Campana wurden ursprünglich von dem privaten Unternehmen Trenes de Buenos Aires betrieben. 1923 wurde das heutige Bahnhofsgebäude errichtet. 2010 wurde eine Planung der Firma „Trenes de Buenos Aires S.A.“ bekannt gegeben, die eine Nutzung des alten Hauptgebäudes durch Umbau in eine Wohnanlage vorsieht.
Seit 24. Mai 2012 wird der Bahnhof durch die Unidad de Gestión Operativa Mitre Sarmiento verwaltet.